# Enhetscirkel

Enhetscirkeln. Koordinaten för en punkt på cirkeln kan beräknas utifrån vinkeln t med hjälp av cosinus och sinus.

Enhetscirklar i olika normer. En kvadratisk norm ger den vanliga enhetscirkeln.

En enhetscirkel är en cirkel i planet med radie 1. Ofta talar man om enhetscirkeln och avser då en enhetscirkel med mittpunkt i origo. 
Av Pythagoras sats följer att enhetscirkeln kan beskrivas i kartesiska koordinater som mängden av punkter (x, y) sådana att x2 + y2 = 1. I polära koordinater blir detta den trigonometriska ettan.
Mer allmänt används enhetscirklar med avseende på olika normer, då en enhetscirkel består av de punkter vars norm är lika med 1.

## Omkrets och area
Enhetscirkelns omkrets erhålls genom att sätta radien, r, till 1 i formeln för en cirkels omkrets enligt:
{\displaystyle O=2\pi r\ =2\pi \cdot 1=2\pi }
Arean för området som avgränsas av en enhetscirkel erhålls på motsvarande sätt med formeln för en cirkelskivas area:
{\displaystyle A=\pi r^{2}\ =\pi \cdot 1^{2}=\pi }

## Koordinatberäkning
För att beräkna de kartesiska koordinaterna (x, y) för en punkt på enhetscirkeln som befinner sig vid vinkeln t mätt från x-axeln kan man använda cosinus och sinus:
{\displaystyle x=\cos t\qquad y=\sin t}